# YIQ

L'espace Y'IQ avec Y' = 0.5, Q et I variant de -1 à 1.

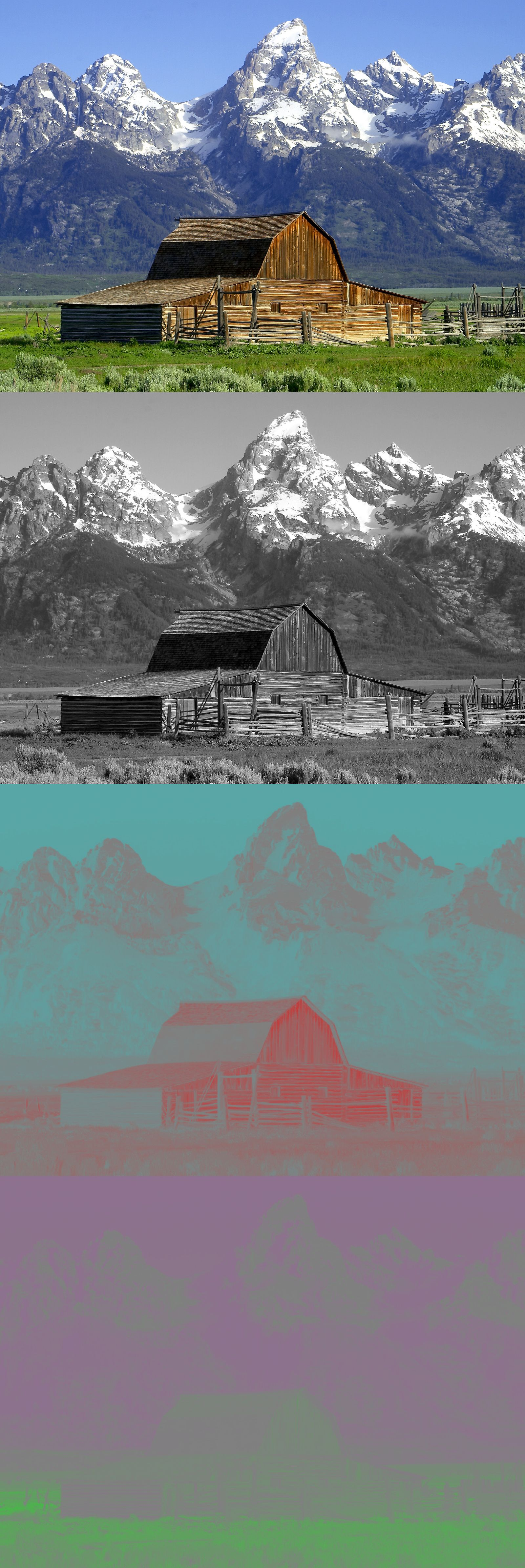
Une image et ses trois composantes : Y' (luminance), I et Q.

Le modèle YIQ ou plus précisément Y'IQ est un espace colorimétrique à trois composantes. Il est utilisé dans le standard de télévision analogique NTSC.
Y' représente la luma (à ne pas confondre avec la luminance relative notée Y, le symbole prime de Y' indiquant une correction gamma), I la composante en phase (de l'anglais in-phase) et Q la composante en quadrature de la chrominance.
Pour la conversion d'un espace Y'IQ à R'G'B', on utilise la formule suivante :
{\displaystyle {\begin{bmatrix}R'\\G'\\B'\end{bmatrix}}={\begin{bmatrix}1&0.9563&0.6210\\1&-0.2721&-0.6474\\1&-1.1070&1.7046\end{bmatrix}}{\begin{bmatrix}Y'\\I\\Q\end{bmatrix}}}
Et réciproquement :
{\displaystyle {\begin{bmatrix}Y'\\I\\Q\end{bmatrix}}={\begin{bmatrix}0.299&0.587&0.114\\0.595716&-0.274453&-0.321263\\0.211456&-0.522591&0.311135\end{bmatrix}}{\begin{bmatrix}R'\\G'\\B'\end{bmatrix}}}